# Ribatejo

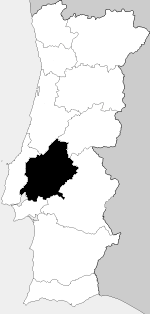
Dawna portugalska prowincja Ribatejo

Ribatejo – jedna z wielu krain historycznych Portugalii. 
Jest to tzw. dawna prowincja, zwana także regionem naturalnym. Region został formalnie ustanowiony na mocy reformy administracyjnej z 1936. Prowincje w Portugalii nigdy nie miały żadnego praktycznego znaczenia i termin ten został wycofany ze słownika administracji na mocy uchwał z roku 1976. Pomimo to nazwa Ribatejo, podobnie jak nazwy innych krain historycznych (dawnych regionów), używane są w języku potocznym dla określenia pochodzenia produktów rolnych, z winem na czele.
Region Ribatejo graniczył na północnym wschodzie z Beira Litoral, na zachodzie i południu z Estremadura, na południowym wschodzie z prowincją Alto Alentejo i na zachodzie oraz północnym zachodzie z Beira Baixa.
W skład regionu wchodziło 21 gmin (współcześnie 22), które w chwili obecnej w większości należą do Dystryktu Santarém. Stolicą regionu było Santarém.
Współczesna przynależność gmin:
- Dystrykt Lizbona – Azambuja, Vila Franca de Xira.
- Dystrykt Portalegre – Ponte de Sor.
- Dystrykt Santarém – Abrantes, Alcanena, Almeirim, Alpiarça, Benavente, Cartaxo, Chamusca, Constância, Coruche, Ferreira do Zêzere, Golegã, Rio Maior, Salvaterra de Magos, Santarém, Sardoal, Tomar, Torres Novas, Vila Nova da Barquinha.

Obecnie w obrębie gminy Vila Nova de Barquinha istnieje nowa gmina Entroncamento, utworzona w 1945.
Terytorium 'Ribatejo, zgodnie z najnowszym europejskim podziałem administracyjnym, zostało podzielone między regiony: Alentejo, Centrum oraz Region Lizbona. Do roku 2002 stanowiło trzon regionu Lizbona i dolina Tagu.